# Parti pour la république du Canada (Québec)
Le Parti pour la république du Canada (Québec) est un ancien parti politique provincial canadien qui forme la branche québécoise du Party for the Commonwealth of Canada (en). Le parti est créé en 1983 et disparaît en 1994.
S'il défend la création d'une République au Canada, il est d'abord le véhicule des idées de l'homme politique et polémiste américain Lyndon LaRouche, disposant également de relais en France avec le parti Solidarité et progrès.

## Histoire
Fondé en 1983, le Parti pour la république du Canada (Québec) se présente aux élections générales de 1985, 1989 et 1994 sous différents noms. On le retrouve aussi sous le nom « Parti pour le Commonwealth du Canada (Québec) » ou « Parti républicain du Québec » (à ne pas confondra avec le Parti républicain du Québec des années soixante, mouvement souverainiste conservateur créé par Marcel Chaput). Le parti présente un maximum de 28 candidats (en 1985) et obtient toujours des scores extrêmement marginaux.
Le PRC(Q) est dissous après l'élection générale de 1994. Les activités du mouvement ont continué en dehors des élections sous le nom « Party for the Commonwealth-Republic » et se perpétuent aujourd'hui à travers le « Comité pour la République du Canada ».

## Résultats électoraux
| Élection       | Nombres de Candidats | Sièges | Pourcentage |
| -------------- | -------------------- | ------ | ----------- |
| Décembre 1985  | 28                   | 0      | 0,07 %      |
| Septembre 1989 | 11                   | 0      | 0,05 %      |
| Septembre 1994 | 18                   | 0      | 0,06 %      |